# Bismutsubsalicylat
Bismutsubsalicylat (auch Wismutsubsalicylat) ist eine chemische Verbindung des Bismuts aus der Gruppe der Salicylate.

## Eigenschaften
Bismutsubsalicylat ist ein weißer geruchloser Feststoff, der praktisch unlöslich in Wasser und Ethanol ist. In kochendem Wasser und alkalischer Umgebung zersetzt sich die Verbindung. Die bis dato unbekannte Festkörperstruktur der Verbindung konnte 2022 entschlüsselt werden.

## Verwendung
Bismutsubsalicylat wird zur Behandlung von vorübergehenden Beschwerden des Magens und Magen-Darm-Trakts, wie Durchfall, Sodbrennen und Übelkeit verwendet. Dabei kommt es häufig zu schwarz gefärbtem Stuhl. In den Vereinigten Staaten trägt Bismutsubsalicylat den bekannten Handelsnamen Pepto-Bismol.
Daneben wird die Verbindung auch als Fungizid eingesetzt.